# Chilo luteellus
Chilo luteellus là một loài bướm đêm trong họ Crambidae.